# Peninsula Coreeană
Peninsula Coreeană este o peninsulă din Extremul Orient. Are o lungime nord-sud de cca 1.100 km de la partea continentală a Asiei până la Oceanul Pacific la est, învecinându-se cu Marea Japoniei, Marea Chinei de Est la sud, Marea Galbenă la vest, Strâmtoarea Coreei legând primele două mări.

## Istorie
Timp de sute de ani, până la sfârșitul celui de-al Doilea Război Mondial Coreea a fost o singură entitate politică. De la Armistițiul ce a terminat Războiul Coreean în 1953, regiunea nordică este cunoscută ca Republica Populară Democrată Coreeană, în timp ce regiunea sudică ca Republica Coreea.
Granițele nordice ale peninsulei coreene coincid în ziua de azi cu granițele nordice ale Coreei de Nord formate cu vecinii săi, China (1,416 km de-a lungul provinciilor Jilin and Liaoning), și Rusia (19 km). Aceste granițe sunt de origine naturală, fiind formate de râurile Yalu/Amnok și Tumen/Tuman/Duman. Luând această suprafață în considerare, împreună cu insulele, peninsula are o suprafață de 220,847 km2.
Numele peninsulei în coreeană, japoneză și chineză au toate aceeași origine, aceasta fiind Joseon, vechia denumire a Coreei de pe vremea Dinastiei Joseon și a Dinastiei Gojoseon. În dialectul nord coreean, peninsula este numită Chosŏn Pando (Chosongul: 조선반도 / Han'cha: 朝鮮半島), în timp ce în China este numită Cháoxiǎn Bàndǎo (朝鲜半岛/朝鮮半島). În Japonia este numită fie Chōsenhantō (Kanji: 朝鮮半島 / Hiragana: ちょうせんはんとう), fie Kanhantō (Kanji: 韓半島 / Hiragana: かんはんとう). În schimb, în Coreea de Sud i se spune Hanbando (Hangul: 한반도 / Hanja: 韓半島). Cu toate acestea, atât Coreea de Nord cât și Coreea de Sud folosesc numele englez al peninsulei, „Korea”, un nume ce provine de la Dinastia Goryeo (sau Koryŏ, în Coreea de Nord).

## Comparație între cele două țări aflate în Peninsula Coreeană

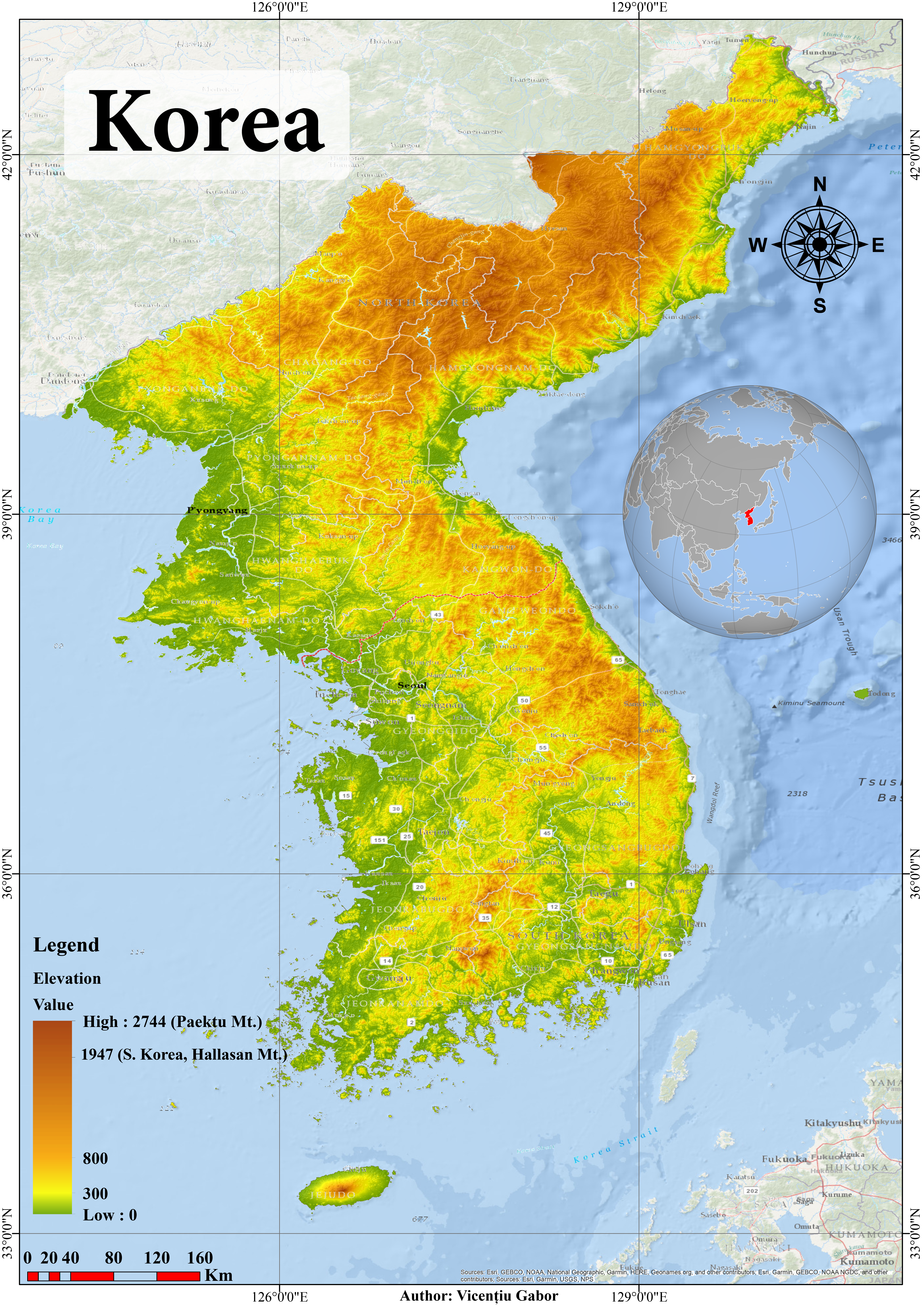
Peninsula Coreeană cu Coreea de Sud și Coreea de Nord.

| Indicator                                  | Coreea de Nord                       | Coreea de Sud                       |
| ------------------------------------------ | ------------------------------------ | ----------------------------------- |
| Capitala                                   | Pyongyang (Phenian)                  | Seoul                               |
| Limba oficială                             | Coreeană                             | Coreeană                            |
| Alfabetul oficial                          | Chosŏn'gŭl                           | Hangul                              |
| Teritoriu                                  | 120.540 km2                          | 100.210 km2                         |
| Înființată la data de                      | 9 septembrie 1948                    | 15 august 1948                      |
| Populație (conform anilor 2013-2014)       | 24.851.627                           | 50.219.669                          |
| Moneda                                     | Won nord-coreean (semn: ₩, ISO: KPW) | Won sud-coreean (semn: ₩, ISO: KRW) |
| PIB-ul total (conform anilor 2011-2014)    | 40 miliarde de $                     | 1,755 trilioane de $                |
| Bugetul militar (conform anilor 2010-2012) | 10 miliarde de $                     | 30 de miliarde de $                 |
| Personal activ în cadrul armatei           | 1.106.000                            | 639.000                             |
| Prefix telefonic                           | +850                                 | +82                                 |
| Domeniul de internet                       | .kp                                  | .kr                                 |
| Volanul se află pe partea                  | Dreaptă                              | Dreaptă                             |